# Marion Koopmans
Maria Petronella Gerarda (Marion) Koopmans (Steyl, 21 september 1956) is een Nederlandse hoogleraar virologie.

## Biografie
Marion Koopmans groeide op in Steyl en bezocht de nonnenschool, het Collegium Marianum in Venlo, studeerde diergeneeskunde en promoveerde in 1990 aan de Rijksuniversiteit Utrecht op een studie naar het torovirus in vee. Vervolgens werkte ze drie jaar bij het Amerikaanse Centrum voor Ziektecontrole en Preventie (CDC). Daarna werd ze onderzoeker bij het Rijksinstituut voor Volksgezondheid en Milieu (RIVM), waarvan ze van 2001 tot 2014 hoofd Virologie van het laboratorium infectieziekten was. In 2006 werd ze bestuurslid van het Centrum Infectieziektebestrijding.
In 2007 werd ze aangesteld als bijzonder hoogleraar in de virologie aan de Erasmus Universiteit Rotterdam. Op 8 maart 2007 hield ze haar inaugurele rede. Ze is sinds 2013 hoofd van de afdeling Viruswetenschappen (Viroscience) van het Erasmus MC. Sinds 2014 adviseert ze de Wereldgezondheidsorganisatie (WHO) over de bestrijding van nieuwe infectieziekten.
Koopmans is gespecialiseerd in voedselvirussen, de verspreiding van virussen tussen dieren en de overdracht ervan van dieren op mensen. Daarnaast is ze gespecialiseerd in norovirussen en initiatiefneemster van het internationale Noronetwork. 
Ze speelde een belangrijke rol bij het indammen van de verspreiding van het ebolavirus in 2014 in Sierra Leone en Liberia met de inzet van mobiele laboratoria. Ook werkte ze mee aan de maatregelen tegen uitbraken van sars (2003), de Mexicaanse griep (2009), mers (2012), en zika (2016). 
Koopmans is (co-)auteur van meer dan 500 artikelen in wetenschappelijke tijdschriften. Ze verwierf in de loop der jaren financiële steun voor onderzoekswerk en is als adviseur verbonden aan vele nationale en internationale gezondheidsorganisaties zoals de Nederlandse Gezondheidsraad en de WHO. Sinds 2019 is ze lid van de Koninklijke Nederlandse Academie van Wetenschappen.
Sinds 2016 is Koopmans Scientific Director “Emerging infectious diseases” bij het Netherlands Centre for One Health. Onder haar coördinatie valt sinds 2019 ook het One Health PACT-onderzoeksproject, een internationaal consortium van een aantal organisaties en instituten dat onderzoek doet naar virussen die door muggen kunnen worden overgedragen. Door klimaatverandering (bijvoorbeeld hogere temperaturen) komen er steeds meer exotische muggensoorten naar Europa en Nederland, en onder bepaalde omstandigheden kunnen muggensoorten die hier voorkomen (tropische) virussen overdragen.
Koopmans is vanaf begin 2020 co-coördinator van het internationale onderzoeksproject Versatile Emerging infectious disease Observatory (VEO). Het doel van VEO is om een interactief virtueel waarnemingscentrum op te zetten waarmee nieuwe opkomende infectieziektes vroegtijdig opgespoord, beoordeeld en gemonitord kunnen worden. Daarin verzamelen de onderzoekers in Europa gegevens van muggen en trekvogels en hun gevoeligheid voor het Westnijlvirus.
Sinds 17 maart 2020 adviseert Koopmans tevens de Europese Commissie. Zij maakt sinds december 2020 ook deel uit van een internationaal onderzoeksteam van de WHO dat onderzoek doet naar de herkomst van het coronavirus in China.  

### Landelijke bekendheid
Tijdens de coronacrisis in Nederland in 2020 was Koopmans lid van het Outbreak Management Team dat het kabinet-Rutte III adviseerde over maatregelen die de verspreiding moesten tegengaan van het 'coronavirus' SARS-CoV-2, dat de besmettelijke luchtwegaandoening COVID-19 veroorzaakt.
Met deze rol kreeg ze landelijke bekendheid. Daarmee werd ze deels een "baken van betrouwbaarheid" maar kreeg zij ook te maken met het groeiende wantrouwen van tegenstanders van het coronabeleid van de Nederlandse rijksoverheid. Ze ontving haatmails en bedreigingen, waarmee ook andere prominente wetenschappers te maken kregen, zoals de voorzitter van het OMT, Jaap van Dissel, tevens directeur van het RIVM. Ze is ook meerdere keren aangeklaagd, wegens smaad, misleiding of voor misdaden tegen de menselijkheid. Die aanklachten zijn allemaal weerlegd in rechtszaken. Onder andere Viruswaarheid maakte een dossier over haar.

### Wetenschap
Marion Koopmans is lid van de Koninklijke Nederlandse Akademie van Wetenschappen (KNAW) en de Koninklijke Hollandsche Maatschappij der Wetenschappen (KHMW). De KNAW is van oudsher een genootschap van excellente Nederlandse wetenschappers. Een lidmaatschap is voor het leven. De KHMW is een wetenschappelijk genootschap opgericht in 1752 te Haarlem.  

### Machiavelliprijs – 2020
De Machiavelliprijs is in 2020 toegekend aan Marion Koopmans en Diederik Gommers, voorzitter van de Nederlandse Vereniging voor Intensive Care. De prijs wordt jaarlijks toegekend voor een opmerkelijke prestatie op het gebied van publieke communicatie. Koopmans en Gommers hebben de prijs ontvangen vanwege hun niet aflatende inzet om de wetenschap over het coronavirus toegankelijk te maken voor een breed publiek. Het bewust opzoeken van de dialoog met sceptici en tegenstanders van het beleid heeft tijdens de coronapandemie bijgedragen aan een groter begrip, zeker bij jongeren. Zowel Koopmans als Gommers hebben het tot hun roeping gemaakt om – naast hun dagelijks werk in de zo urgente bestrijding van het coronavirus – een breed publiek uitleg te geven over het coronavirus.   

### Irispenning Wetenschapscommunicatie – 2021
In 2021 kreeg Koopmans de Irispenning, een door drie wetenschapsmusea – NEMO Science Museum, Rijksmuseum Boerhaave en Teylers Museum – in het leven geroepen prijs die excellente wetenschapscommunicatie bekroont en tot doel heeft originele en effectieve vormen van wetenschapscommunicatie te stimuleren. De prijs van € 10.000,- wordt jaarlijks uitgereikt op de Avond van Wetenschap & Maatschappij. Het prijzengeld wordt beschikbaar gesteld door de KHMW. 

### Oprichting Pandemic and Disaster Preparedness Center
In 2021 is het Pandemic & Disaster Preparedness Center (PDPC) opgericht. Marion Koopmans is initiator en scientific director van dit centrum, dat als doel heeft te leren van de coronapandemie en de samenleving in Nederland (en daarbuiten) beter voor te bereiden op eventuele nieuwe pandemieën en rampen. 

## Andere onderscheidingen
- In juli 2017 kreeg Koopmans een eredoctoraat van de Technische Universiteit van Denemarken.[10]
- Koopmans kreeg in 2018 de Stevinpremie van NWO voor haar bijdragen aan kennisoverdracht van de wetenschap naar de maatschappij.
- Bij haar afscheid als afdelingshoofd van de afdeling Viroscience van het Erasmus MC werd zij benoemd tot Commandeur in de Orde van Oranje-Nassau. [11]

## Biografie
In 2022 schreef haar zoon, Mischa Huijsmans (geboren in Atlanta, 1993), samen met zijn moeder de biografie Marion Koopmans, Viroloog in een veranderende wereld. Het boek werd geschreven in het Engels en in vertaling uitgegeven door De Bezige Bij, ISBN 9789403177915.
- Bibsys: 90404453
- Biblioteca Nacional de España: XX4987980
- Catàleg d'autoritats de noms i títols de Catalunya: 981058516269306706
- Gemeinsame Normdatei: 136451195
- International Standard Name Identifier: 0000 0000 3555 6800
- Library of Congress Control Number: n97801070
- NARCIS: PRS1264232
- Nederlandse Thesaurus van Auteursnamen: 080257755
- ORCID: 0000-0002-5204-2312
- Système universitaire de documentation: 124582877
- Semantic Scholar: 145963941
- Virtual International Authority File: 80792303
- WorldCat: E39PBJbMcVQHyCTcKRgPTwKGHC